# Alpineskiën op de Paralympische Winterspelen 1980
De IIe Paralympische Winterspelen werden in 1980 gehouden in Geilo, Noorwegen. België en Nederland namen niet deel aan deze Paralympische Spelen.
Dit was ook de tweede keer dat het alpineskiën op het programma stond. De disciplines waren reuzenslalom en slalom. Het waren vooral Oostenrijkers die aan het alpineskiën meededen.

## Reuzenslalom

### Mannen
| Klasse | Snelste Tijd | land | Goud               | land | Zilver           | land | Brons          |
| ------ | ------------ | ---- | ------------------ | ---- | ---------------- | ---- | -------------- |
| 1A     | 2:30.58      | AUT  | Peter Perner       | CAN  | Greg Oswald      | AUT  | Franz Meister  |
| 2A     | 2:14.94      | AUT  | Markus Ramsauer    | AUT  | Josef Meusburger | SUI  | Eugen Diethelm |
| 2B     | 2:33.02      | FRA  | Bernard Baudean    | AUT  | Gerhard Langer   | AUT  | Anton Berger   |
| 3A     | 2:12.40      | SUI  | Rolf Heinzmann     | SUI  | Heinz Moser      | FRG  | Theo Feger     |
| 3B     | 2:27.66      | NOR  | Cato Zahl Pedersen | SUI  | Felix Gisler     | FRG  | Niko Moll      |
| 4      | 4:16.06      | USA  | Doug Keil          |      |                  |      |                |

### Vrouwen
| Klasse | Snelste Tijd | land | Goud                  | land | Zilver            | land | Brons             |
| ------ | ------------ | ---- | --------------------- | ---- | ----------------- | ---- | ----------------- |
| 1A     | 2:38.48      | FRG  | Annemie Schneider     | AUT  | Christine Winkler | AUT  | Brigitte Rajchl   |
| 2A     | 2:39.60      | CAN  | Lana Spreeman         | CAN  | Lorna Manzer      | USA  | Janet Penn        |
| 2B     | 3:39.11      | SUI  | Elisabeth Osterwalder |      |                   |      |                   |
| 3A     | 2:39.58      | USA  | Cindy Castellano      | USA  | Kathy Poohachof   | SUI  | Franciane Fischer |
| 3B     | 2:27.66      | AUT  | Brigitte Madlener     | FRG  | Sabine Barisch    | FRG  | Sabine Stiefbold  |

## Slalom

### Mannen
| Klasse | Snelste Tijd | land | Goud               | land | Zilver             | land | Brons               |
| ------ | ------------ | ---- | ------------------ | ---- | ------------------ | ---- | ------------------- |
| 1A     | 1:41.75      | AUT  | Peter Perner       | CAN  | Jim Cullen         | FRG  | Hans Strasser       |
| 2A     | 1:34.14      | AUT  | Josef Meusburger   | AUT  | Markus Ramsauer    | FRA  | Remy Arnod          |
| 2B     | 1:53.45      | AUT  | Gerhard Langer     | AUT  | Anton Berger       | AUT  | Anton Ledermaier    |
| 3A     | 1:30.84      | SUI  | Rolf Heinzmann     | AUT  | Hubert Griessmaier | AUT  | Dietmar Schweninger |
| 3B     | 1:38.73      | NOR  | Cato Zahl Pedersen | FRG  | Niko Moll          | FRG  | Mathias Berger      |
| 4      | 2:39.54      | USA  | Doug Keil          |      |                    |      |                     |

### Vrouwen
| Klasse | Snelste Tijd | land | Goud                  | land | Zilver            | land | Brons             |
| ------ | ------------ | ---- | --------------------- | ---- | ----------------- | ---- | ----------------- |
| 1A     | 1:28.61      | FRG  | Annemie Schneider     | AUT  | Christine Winkler | AUT  | Ursula Steiger    |
| 2A     | 1:28.59      | CAN  | Lorna Manzer          | AUT  | Heidi Jauk        | FRG  | Reinhilde Möller  |
| 2B     | 2:07.16      | SUI  | Elisabeth Osterwalder |      |                   |      |                   |
| 3A     | 1:25.84      | USA  | Cindy Castellano      | TCH  | Eva Lemezova      | SUI  | Franciane Fischer |
| 3B     | 1:38.23      | FRG  | Sabine Barisch        | AUT  | Brigitte Madlener | FRG  | Evelyn Werner     |

## Deelnemende landen Alpineskiën 1980
- AUT
- CAN
- FRG
- USA
- ITA
- FRA
- NOR
- SUI
- SWE
- NZL
- GBR
- TCH
- JPN
- YUG

Alpineskiën · Langlaufen · Priksleeën
1976 · 1980 · 1984 · 1988 · 1992 · 1994 · 1998 · 2002 · 2006 · 2010 · 2014 · 2018 · 2022